# Elezioni presidenziali in Georgia del 2018
Le elezioni presidenziali in Georgia del 2018 si tennero il 28 ottobre (primo turno) e il 28 novembre (secondo turno).

## Risultati
| Candidati              | Partiti                                        | I turno   | I turno | II turno  | II turno |
| Candidati              | Partiti                                        | Voti      | %       | Voti      | %        |
| ---------------------- | ---------------------------------------------- | --------- | ------- | --------- | -------- |
| Salomé Zourabichvili   | Indipendente (Sogno Georgiano)                 | 615 572   | 38,64   | 1 147 701 | 59,52    |
| Grigol Vashadze        | Movimento Nazionale Unito                      | 601 224   | 37,74   | 780 680   | 40,48    |
| Davit Bakradze         | Georgia Europea                                | 174 849   | 10,97   |           |          |
| Shalva Natelashvili    | Partito Laburista Georgiano                    | 59 651    | 3,74    |           |          |
| David Usupashvili      | Movimento dello Sviluppo                       | 36 037    | 2,26    |           |          |
| Zurab Japaridze        | Nuovo Centro Politico - Girchi                 | 36 034    | 2,26    |           |          |
| Kakha Kukava           | Georgia Libera                                 | 21 186    | 1,33    |           |          |
| Giorgi Andriadze       | Indipendente                                   | 13 133    | 0,82    |           |          |
| Teimuraz Shashiashvili | Indipendente                                   | 9 481     | 0,60    |           |          |
| Tamar Tskhoragauli     | Movimento della Libertà                        | 4 004     | 0,25    |           |          |
| Besarion Tediashvili   | Indipendente                                   | 3 713     | 0,23    |           |          |
| Mikheil Saluashvili    | Unione per il Ripristino della Democrazia      | 2 970     | 0,19    |           |          |
| Levan Chkheidze        | Nuovi Cristiano Democratici                    | 2 895     | 0,18    |           |          |
| Akaki Asatiani         | Unione dei Georgiani Tradizionalisti           | 1 994     | 0,13    |           |          |
| Vakhtang Gabunia       | Movimento Cristiano-Democratico                | 1 958     | 0,12    |           |          |
| Gela Khutsishvili      | Movimento Politico dei Veterani e dei Patrioti | 1 623     | 0,10    |           |          |
| Kakhaber Chichinadze   | Indipendente                                   | 1 418     | 0,09    |           |          |
| Mikheil Antadze        | Stato per il Popolo                            | 1 074     | 0,07    |           |          |
| Giorgi Liluashvili     | Partito della Georgia                          | 892       | 0,06    |           |          |
| Zviad Mekhatishvili    | Partito Cristiano Conservatore Georgiano       | 713       | 0,04    |           |          |
| Otar Meunargia         | L'Industria salverà la Georgia                 | 664       | 0,04    |           |          |
| Vladimer Nonikashvili  | Indipendente                                   | 633       | 0,04    |           |          |
| Irakli Gorgadze        | Movimento per una Georgia Libera               | 531       | 0,03    |           |          |
| Zviad Baghdavadze      | Piattaforma Civica - Nuova Georgia             | 477       | 0,03    |           |          |
| Zviad Iashvili         | Partito Democratico Nazionale                  | 444       | 0,03    |           |          |
| Totale                 | Totale                                         | 1 593 170 | 100     | 1 928 381 | 100      |